# أبوسوم أندرسون رباعي العيون
أبوسوم أندرسون رباعي العيون (الاسم العلمي:Philander andersoni)، هو نوع من الأبوسوم يتواجد في البرازيل وكولومبيا والإكوادور وبيرو وفنزويلا.